# Deneb Kaitos Shemali
Deneb Kaitos Shemali (iota Ceti) is een ster in het sterrenbeeld Walvis (Cetus).